# Liste archäologischer Fundstätten im südlichen Afrika

Südliches Afrika

Dies ist die Liste archäologischer Fundstätten im südlichen Afrika, also der Funde von Überresten menschlicher Zivilisation bis zum Jahr 1700 in den Ländern Angola, Botswana, Lesotho, Malawi, Mosambik, Namibia, Südafrika, Sambia, Simbabwe und Eswatini. Geographisch wird dies Gebiet begrenzt durch die Lundaschwelle und das südliche tansanische Hochland.
An erster Stelle stehen die Fundorte und – wo notwendig – der nächstgelegene heute existierende Ort. An zweiter Stelle steht das Land, innerhalb dessen Staatsgrenzen der Fundort heute liegt. An dritter Stelle steht die heutige Region. An vierter Stelle werden die Funde aufgezählt, in der fünften die Datierung vermerkt, in der sechsten sie kulturell und in der siebten ethnisch zugeordnet. Die achte Spalte ist für erklärende Kommentare, die auf wesentliche Kontexte, Systematiken und Fakten verweisen sollten. Literaturhinweise und entsprechende Weblinks bitte im Artikel zum entsprechenden Orte vermerken.
Weitere Fundstellen im südlichen und östlichen Afrika ohne bisherige Spezifizierung: Thandwe, Kansanshe, Luanzaf, Bwana Mkubwa, Sanga (Stadt), Kamnama, Uvenza, Ivuna, Manekweni, Nalatale.

## Liste
| Fundort                                                  | Land                         | Region                                                               | Funde | Datierung                                              | Kulturelle Zuordnung                                                              | Ethnische Zuordnung              | Kommentar |
| -------------------------------------------------------- | ---------------------------- | -------------------------------------------------------------------- | --- | ------------------------------------------------------ | --------------------------------------------------------------------------------- | -------------------------------- | --- |
| Kgaswe B55                                               | Botswana                     |                                                                      | Fundamente von Hütten, Keramik, mehrere tausend Glasperlen, Straußeneischalen                                   | ca. 990–1010                                           | Toutswe-Kultur                                                                    | Bantu, noch keine Tswana         | |
| Mmamagwa am Limpopo                                      | Botswana                     | Central District, nahe Dreiländereck mit Südafrika und Simbabwe      | Steinbauten, Tonwaren, Glasperlen, Muscheln                                                                     | 1200–1330 1450–1650                                    | Mapungubwe-Kultur und Khami-Kultur (Munhumutapa-Nachfolgestaat)                   | Bantu                            | |
| Moeng I                                                  | Botswana                     |                                                                      | Zahlreiche Belege für Eisenverarbeitung                                                                         | ca. 650–1350                                           | Toutswe-Kultur                                                                    | Bantu, noch keine Tswana         | |
| Okavango-Makgadikgadi                                    | Botswana                     | North West District                                                  | Keramik | 200 v. Chr.-                                           | eisenzeitliche Bambatha-Kultur (Ackerbau)                                         | Bantu                            | |
| Tswapong Hills bei Palapye / Molepolole / Tsodilo Hills  | Botswana                     | Central District/ Kweneng District/ North West District              | Felsenmalerei, Töpferei, Eisenminen                                                                             | 190–800                                                | Nachbarschaft von Eisenzeit seit dem 3. oder 4. Jh. und Steinzeit bis ins 20. Jh. | San, Bantu                       | |
|                                                          |                              |                                                                      | |                                                        |                                                                                   |                                  | |
| Kipushi                                                  | Demokratische Republik Kongo | Katanga                                                              | Siedlungsspuren, Feuerstelle, Holzkohle, Keramik                                                                | 900–1440                                               | eisenzeitlich                                                                     | Bantu, Verbindungen zu Bakongo ? | fehlende Stratigraphie (oberflächliche Lage), Keramik ähnlich Kansanshi, Kapwirimbwe, Chondwe, Luano-Höhle, Roan Antelope, Kangonga                                                                                |
|                                                          |                              |                                                                      | |                                                        |                                                                                   |                                  | |
| Mahilaka, auf Ampasindava                                | Madagaskar                   | Nordwestküste, 1550 km südl. des Äquators, 1700 km NW von Sofala     | Siedlungsreste, Steinhäuser, Moschee, Keramik, Glasherstellung, Eisenbearbeitung                                | 1100–1400                                              | islamisches Mittelalter                                                           | Araber, Swahili                  | Siedlung von 60 Hektar, Konstruktionen wie in Kilwa Kisiwani, Bergbau |
|                                                          |                              |                                                                      | |                                                        |                                                                                   |                                  | |
| Kapeni (Balaka / Ntcheu)                                 | Malawi                       | Shire, Shire-Hochland                                                | Keramik, Siedlungsspuren,                                                                                       | 800–1100 1200–1400                                     | Kapeni-Kultur                                                                     |                                  | uneinheitliche Zuordnung, mal vor Nkope-Kultur, mal danach, bei einigen identisch mit Longwe-Kultur oder gleichzeitig                                                                                              |
| Longwe                                                   | Malawi                       | Mulanje                                                              | Keramik | 1200–1400                                              | Longwe-Kultur                                                                     |                                  | bei einigen identisch oder gleichzeitig Kapeni-Kultur |
| Mawudzu (Chipoka)                                        | Malawi                       | Chipoka, Shiretal                                                    | Keramik, indische Glasperlen, Kupfer                                                                            | 1200–1750                                              | Mawudzu-Kultur                                                                    | Bantu (Chewa)                    | ethnische Überlagerung (?), Keramik (ab 1400) ist eigenständig und basiert nicht auf Nkope-Kultur |
| Nkhudzi (Salima)                                         | Malawi                       | Salima, Senga                                                        | Keramik | nach 1700                                              | Nkhudzi-Kultur                                                                    |                                  | hier wurden Gegenstände der Nkope-Kultur, der Namaso-Kultur und der Nkhuzi (auch: Mkhudzi)-Kultur gefunden |
| Nkope südlich Monkey Bay                                 | Malawi                       | Mangochi                                                             | Keramik, Siedlungsspuren, Rinderknochen, Reibesteine                                                            | 300–1000                                               | Nkope-Kultur                                                                      |                                  | in der Nähe bei Nkopola (etwas südlicher von Nkope) weiter Funde auch in Chencherere Höhle bei Dedza, ähnliche Funde in Ost-Sambia und Mosambik (Matope)                                                           |
|                                                          |                              |                                                                      | |                                                        |                                                                                   |                                  | |
| Chibuene                                                 | Mosambik                     | Inhambane                                                            | Handelsplatz, Keramik, arabische, glasierte Ware                                                                | 500 (?) -1500                                          | Swahili-Handel, Munhumutapa-Reich                                                 | Swahili                          | Keramik ähnlich wie in Kilwa Kisiwani, früher Nachweis von Küstenhandel |
| Manyikeni                                                | Mosambik                     | Inhambane                                                            | Steinarchitektur, gehandelte Glasperlen und Muscheln                                                            | 1100 bis 1600                                          | Munhumutapa-Reich (?)                                                             | Bantu                            | Keramik der Gokomere/Ziwa Tradition |
| Matola                                                   | Mosambik                     | Maputo                                                               | Keramik, Muscheln                                                                                               | 200–400                                                | früh eisenzeitlich                                                                | Bantu ?, Swahili ?               | Keramikdekor sehr ähnlich dem zeitgleichen in Kwale in Kenia |
| Matope                                                   | Mosambik                     |                                                                      | Häuserreste, Knochen von Haustieren, Mahlsteine, Glasperlen und Kaurischnecken, 81 Fundstücke                   |                                                        | Nkope-Kultur                                                                      |                                  | Kaurischnecken kommen nur auf den Malediven, in Südindien und Südostasien vor. Ihre Gehäuse (umgangssprachlich Kaurimuschel genannt) waren vor 1800 Zahlungsmittel in großen Teilen Afrikas, sogar am oberen Niger |
| Quelimane                                                | Mosambik                     | Zambezia                                                             | Handelsplatz (portugiesische Berichte)                                                                          | ~ 1300–1550                                            | Swahili-Handel, Munhumutapa-Reich                                                 |                                  | |
| Sena                                                     | Mosambik                     | Sofala                                                               | Handelsplatz (portugiesische Berichte)                                                                          | ?–1500                                                 | Swahili-Handel, Munhumutapa-Reich                                                 | Bantu, Swahili                   | auch Funde, die der Gokomere-Kultur entsprechen, ebenso in Chinde und Matola |
| Sofala                                                   | Mosambik                     | Sofala                                                               | Handelsplatz (arabische und portugiesische Berichte)                                                            | 900 oder früher -1500                                  | Swahili-Handel, Munhumutapa-Reich                                                 | Bantu, Swahili                   | |
| Tete                                                     | Mosambik                     | Tete                                                                 | Handelsplatz (portugiesische Berichte)                                                                          | ?–1500                                                 | Swahili-Handel, Munhumutapa-Reich                                                 | Bantu, Swahili                   | |
| Zumbo                                                    | Mosambik                     | Tete                                                                 | Handelsplatz (portugiesische Berichte)                                                                          | ?–1500                                                 | Swahili-Handel, Munhumutapa-Reich                                                 | Bantu, Swahili                   | |
|                                                          |                              |                                                                      | |                                                        |                                                                                   |                                  | |
| Andachtsstätten                                          | Namibia                      | Khomas                                                               | |                                                        |                                                                                   | San                              | |
| Apollo-11-Höhle                                          | Namibia                      | ǁKharasKlicklaut                                                     | | 27.000–23.000 v. Chr.                                  |                                                                                   | San                              | |
| Bom Jesus                                                | Namibia                      | ǁKharas                                                              | | 1533                                                   |                                                                                   | Portugiesen                      | |
| Buschmann-Paradies                                       | Namibia                      | Erongo                                                               | | 4400 v. Chr.                                           |                                                                                   | San                              | |
| Elefantenrelikte                                         | Namibia                      | Khomas                                                               | | 3000 v. Chr.                                           |                                                                                   |                                  | |
| Farm Aar                                                 | Namibia                      | ǁKharas                                                              | | 635 Millionen Jahren bis vor etwa 541 Millionen Jahren |                                                                                   |                                  | |
| ǁKhauxaǃnas                                              | Namibia                      | ǁKharas                                                              | versunkene Stadt                                                                                                | 18. Jhd.                                               |                                                                                   | Nama                             | |
| Paula-Höhle                                              | Namibia                      | Erongo                                                               | Felsmalerei | 3.000 v. Chr.                                          |                                                                                   | San                              | |
| Phillips-Höhle                                           | Namibia                      | Erongo                                                               | Felsmalerei | 3.300 vor Chr.                                         |                                                                                   | San                              | |
| Pockenbank-Grotte                                        | Namibia                      | ǁKharas                                                              | Felsenkunst, Steinartefakte                                                                                     | Mittlere Steinzeit                                     |                                                                                   |                                  | |
| Twyfelfontein                                            | Namibia                      | Kunene                                                               | Felszeichnungen                                                                                                 | 4.000 v. Chr.                                          |                                                                                   | San                              | Nationales Denkmal und Weltkulturerbe |
| Weiße Dame                                               | Namibia                      | Erongo                                                               | Felszeichnungen                                                                                                 |                                                        |                                                                                   | San                              | |
|                                                          |                              |                                                                      | |                                                        |                                                                                   |                                  | |
| Batoka-Plateau                                           | Sambia                       | Südprovinz                                                           | Keramik | 1200–                                                  | Luangwa-Tradition                                                                 | Bantu                            | wird mit Kansanshi verbunden, verschiedene Datierungen: Keramik 1200, Rinder (?) 1000 (?) |
| Dambwa in Livingstone                                    | Sambia                       | Südprovinz                                                           | Siedlungsspuren                                                                                                 | 900–1200                                               | Dambwa-Kultur (eisenzeitlich)                                                     | Khoisan von Bantu assimiliert    | |
| Gundu                                                    | Sambia                       | Lundazi                                                              | Keramik | 1200–                                                  | Luangwa-Tradition                                                                 | Bantu                            | Funde ähnlich denen auf dem Batoka-Plateau, matrilinear organisierte Bantu wie Chewa |
| Ingombe Ilede bei Siavonga                               | Sambia                       | Südprovinz                                                           | indische Stoffe, Gold, Kupfer, Glocken, Keramik                                                                 | 700–1600                                               | späte Eisenzeit, Munhumutapa-Reich ?                                              | an Bantu assimilierte Khoisan    | Die Funde werden im Livingstone-Museum aufbewahrt, eisenzeitliche Dambwa-Kultur |
| Kalomo                                                   | Sambia                       | Südprovinz                                                           | Siedlungsspuren                                                                                                 | 900–1200                                               | Dambwa-Kultur Munhumutapa-Reich                                                   | Khoisan von Bantu assimiliert    | halbnomadisch, erster Ackerbau |
| Kalomo                                                   | Sambia                       | Südprovinz                                                           | Siedlungsspuren                                                                                                 | ?–900                                                  | Kalundu-Kultur                                                                    | Khoisan                          | Jäger und Sammler |
| Kalomo                                                   | Sambia                       | Südprovinz                                                           | Gräber | 1400                                                   | Munhumutapa-Reich                                                                 | Khoisan von Bantu assimiliert    | Gräber mit Ornamenten aus Seemuscheln und Glas |
| Kansanshi bei Solwezi                                    | Sambia                       | Nordwestprovinz geologisch Copperbelt                                | Kupferbarren | 1000–1900                                              | Munhumutapa-Reich ?                                                               | Bantu                            | |
| Kapwirimbwe, Chondwe                                     | Sambia                       | Lusaka, Copperbelt                                                   | Siedlungsspuren, Keramik                                                                                        | nach 500                                               | Nkope-Kultur Gokomere/Ziwa-Tradition                                              | Bantu                            | eisenbearbeitende Ackerbauern mit Kupfergewinnung, Rinderhaltung, ähnliche Funde in Roan Antelope und Kangonga, keine Hinweise auf Bevölkerungsaustausch                                                           |
| Lubusi                                                   | Sambia                       | Westprovinz                                                          | Siedlungsspuren, Feuerstelle, Metall, Keramik                                                                   | 900–1000                                               | eisenzeitlich                                                                     | Bantu                            | Keramik gleichen Typs wie weiter nördlich in der heutigen DR-Kongo |
| Mwerusee                                                 | Sambia                       | Luapula                                                              | Siedlungsspuren                                                                                                 | 800–                                                   | nördliche Tonga-Kultur                                                            | Bantu                            | |
|                                                          |                              |                                                                      | |                                                        |                                                                                   |                                  | |
| Bambatha-Höhle                                           | Simbabwe                     | Süd-Matabeleland                                                     | Schafsknochen 140 v. Chr., i.d.selben Schicht Keramik, die aber mögl. 400 n. Chr.                               |                                                        | Bambatha-Kultur (späte Steinzeit), Keramik evtl. Eisenzeit                        | Khoisan                          | Die Bambatha-Höhle diente über Jahrtausende immer wieder als Unterschlupf, zuletzt 1906 |
| Baranda nördl. des Mazowe 32°50′ O, 16°50′ S             | Simbabwe                     | Zentral-Maschonaland                                                 | Siedlung, Keramik, Glaswaren, Glasperlen, Importkeramik (Europa sowie Naher und Ferner Osten)                   | 1500–1900                                              | Munhumutapareich, (2. Phase)                                                      | Karanga (Shona), Portugiesen     | Ist vielleicht mit dem aus portugiesischen Quellen bekannten Massapa identisch |
| Chinhoyi                                                 | Simbabwe                     | West-Maschonaland                                                    | Tongefäße | 650                                                    | vor Munhumutapa-Reich                                                             |                                  | Als riesiger Vorratsspeicher genutztes, weites Höhlensystem mit ganzjährig wasserführenden Pool und unterirdischem Wassersystem                                                                                    |
| Dambarare                                                | Simbabwe                     | Ost-Maschonaland                                                     | Siedlungsreste                                                                                                  | seit 1500                                              | Munhumutapareich (2. Phase), Portugiesen                                          | Karanga (Shona), Portugiesen     | Adelssitz der Karangas, Handelsstützpunkt der Portugiesen bis 1693 |
| Danangombe zw. Bulawayo u. Gweru                         | Simbabwe                     | Süd-Matabeleland                                                     | Palast mit Gebäuden aus geschichteten Steinen, Terrassen, mehr Ornamente als in Khami, Spätzeit wiederum gröber | 16. Jh. – 1830                                         | Munhumutapa-Nachfolgestaat, Torwa-Dynastie und Changamire-Dynastie                | Rozvi (Shona)                    | Zweite Residenz der Torwa, Gebäude von den Changamire übernommen und weiter ausgebaut, einheimische Keramik gleichbleibend, Gegenstände aus Europa (u. a. portugies. Kanonen) und China                            |
| Gokomere bei Masvingo                                    | Simbabwe                     | Masvingo                                                             | sowohl 30 Felszeichnungen, als auch früh-eisenzeitliche Funde                                                   | 300–650                                                | Gokomere/Ziwa-Tradition (vor Munhumutapa-Reich)                                   | San und Bantu                    | Liegt acht Kilometer von Masvingo in einem Felsengelände. Die eisenzeitlichen Gokomere-Leute werden als Vorfahren der heutigen Shona angesehen.                                                                    |
| Groß-Simbabwe bei Masvingo                               | Simbabwe                     | Masvingo                                                             | Herrschersitz und stadtartige Siedlung, Umfassungsmauern aus Trockenmauerwerk                                   | 700 und 1200–1450                                      | frühe Eisenzeit und Munhumutapa-Reich                                             | Bantu (wahrsch. Shona)           | einzelne Keramikfunde wesentlich älter als die Gemäuer und Gegenstände aus der Blütezeit |
| Inyanga                                                  | Simbabwe Mosambik            | Manicaland                                                           | Terrassensysteme                                                                                                | 17.–19. Jh.                                            | Manica                                                                            | Manica (Shona)                   | Die Manicakultur befindet sich grenzüberschreitend in Simbabwe und Mosambik (Vila de Manica) |
| Khami 15 km westl. von Bulawayo                          | Simbabwe                     | Nord-Matabeleland                                                    | Palast mit Gebäuden aus geschichteten Steinen, Terrassen                                                        | 1450–1683                                              | Munhumutapa-Nachfolgestaat der Torwa-Dynastie                                     | Bantu, wahrsch Shona             | Gegenstände aus China und Europa |
| Mazowetal                                                | Simbabwe                     | Mashonaland Central                                                  | Bewässerungssysteme                                                                                             | 700–1400                                               | Munhumutapa-Reich                                                                 | Bantu                            | |
| Mazowetal                                                | Simbabwe                     | Mashonaland Central                                                  | Siedlungen | 1500–                                                  | Munhumutapareich (2. Phase)                                                       | Karanga (Shona)                  | |
| Murewa Caves                                             | Simbabwe                     | Ost-Maschonaland                                                     | Felszeichnungen von Jagdszenen                                                                                  | vor 1000                                               | steinzeitliche Jäger und Sammler                                                  | San                              | In manchen Gegenden sollen steinzeitliche und eisenzeitliche Bevölkerungen nebeneinander gelebt haben. |
| Mvumbira (südl. Murewa) u. a.                            | Simbabwe                     | Ost-Maschonaland                                                     | kleine Hügelbefestigungen aus Trockenmauerwerk                                                                  | 1500–                                                  | Munhumutapareich, (2. Phase)                                                      | Karanga (Shona)                  | |
| Zaka                                                     | Simbabwe                     | Masvingo                                                             | Keramik, Eisen, Siedlungsreste                                                                                  | 1485–1695                                              | Khami-Kultur                                                                      | Bantu, wohl Shona                | |
|                                                          |                              |                                                                      | |                                                        |                                                                                   |                                  | |
| Bokoni, zwischen Ohrigstad und Carolina                  | Südafrika                    | Mpumalanga                                                           | Wohn- und Siedlungsanlagen aus Stein, Terrassen und Straßen                                                     | 1500–1820                                              | Bakoni-Gesellschaft                                                               | Bantu (Bakoni)                   | |
|                                                          |                              |                                                                      | |                                                        |                                                                                   |                                  | |
| Mapungubwe bei Musina                                    | Südafrika                    | Limpopo, an der Grenze zu Simbabwe                                   | Palast (Trockenmauern), stadtähnl. Siedlg.; Kupfer, Glasperlen, Porzellan, Elfenbein                            | 1220–14. Jahrhundert                                   | zeitgleich mit und ähnlich wie Groß-Simbabwe                                      | Bantu                            | Artefakte in Pretoria, Replikate im Museum von Musina |
|                                                          |                              |                                                                      | |                                                        |                                                                                   |                                  | |
| Thulamela im Kruger-Nationalpark (nähe Camp Punda Maria) | Südafrika                    | Limpopo                                                              | Befestigungsanlage (Trockenmauern) und Siedlung; Eisen, Glasperlen, Porzellan                                   | 1500–17. Jahrhundert                                   | Ähnlich wie Groß-Simbabwe (Nachfolger)                                            |                                  | |
|                                                          |                              |                                                                      | |                                                        |                                                                                   |                                  | |
| Kilwa Kisiwani                                           | Tansania                     | 200 km nördl. der mosambikanischen Grenze, 900 km südl. des Äquators | Handelsstadt: Palast, große Moschee (13. Jh.), Bad u. a., mittelalterliche Säulengewölbe                        | 975 – 1830, Blüte im 13. Jahrhundert                   | von persischen Emigranten gegründet, seit ca. 1300 jemenitische Dynastie          | Perser, Araber, Swahili          | von Aden doppelt, von Persien mehr als dreimal so weit entfernt wie von Groß-Simbabwe |